# Aquapark di Zambrone

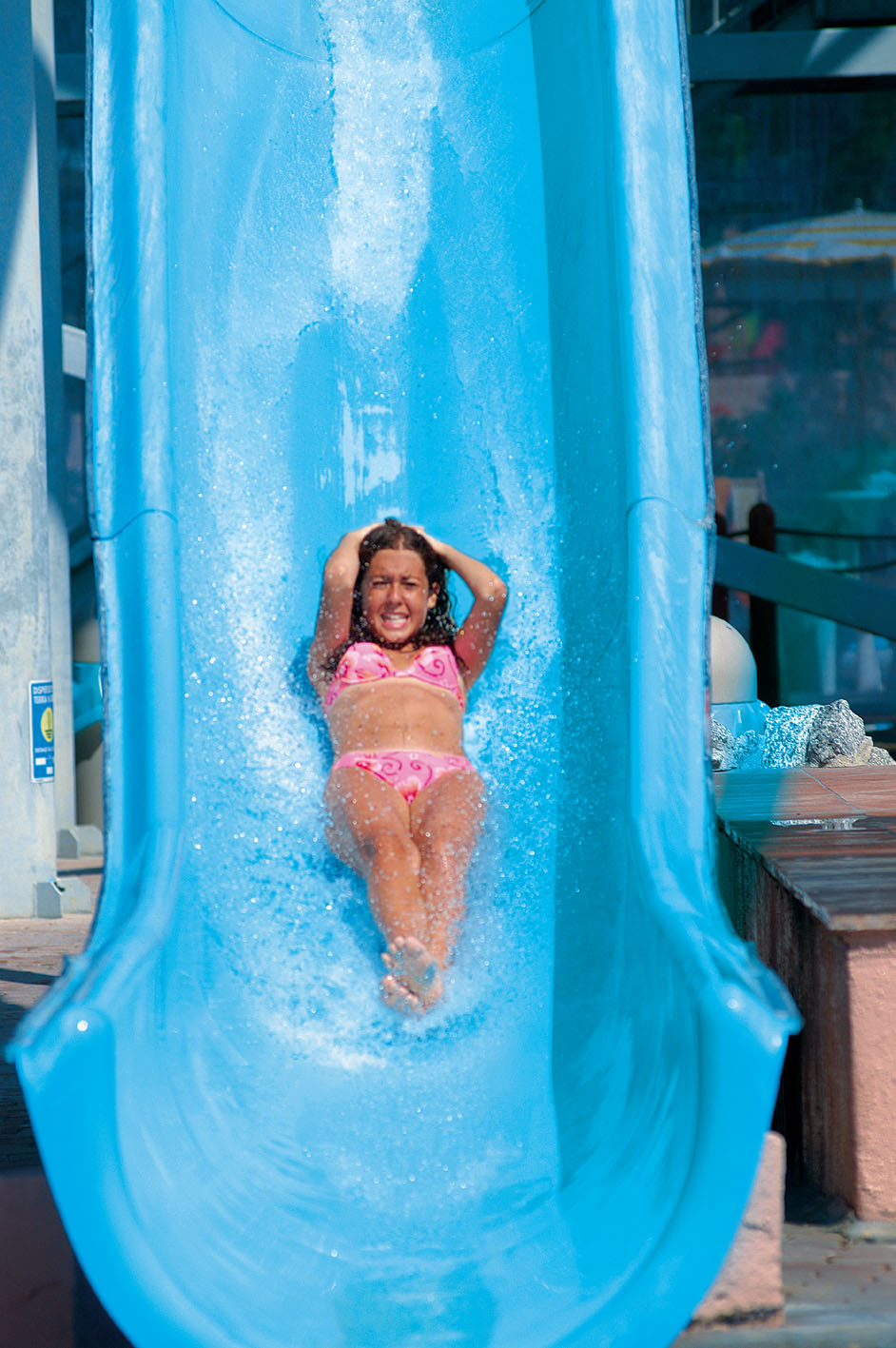
Scivolo Kamikaze all'AQUAPARK di Zambrone

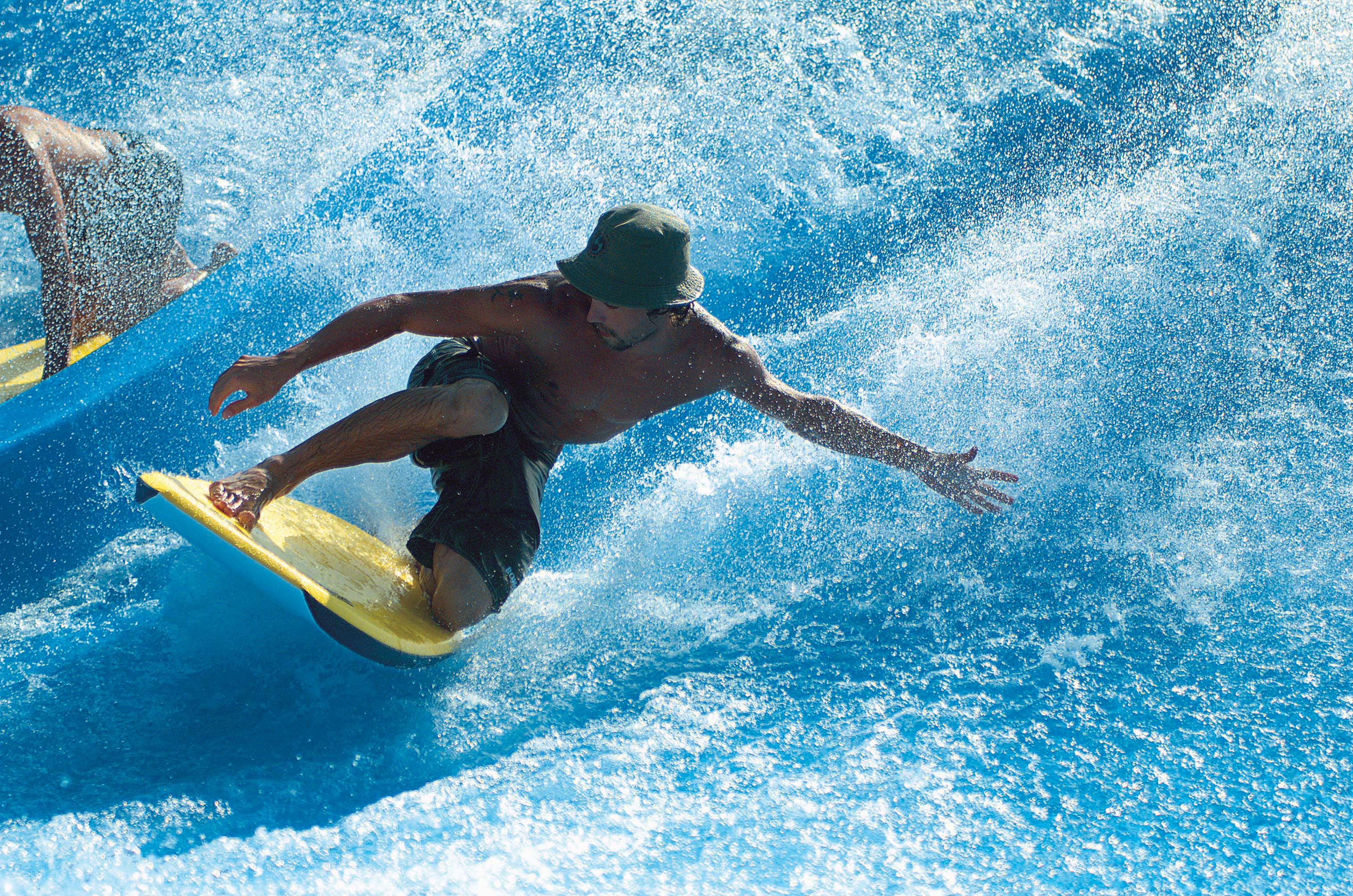
Ragazzo sul Flow Rider all'AQUAPARK di Zambrone

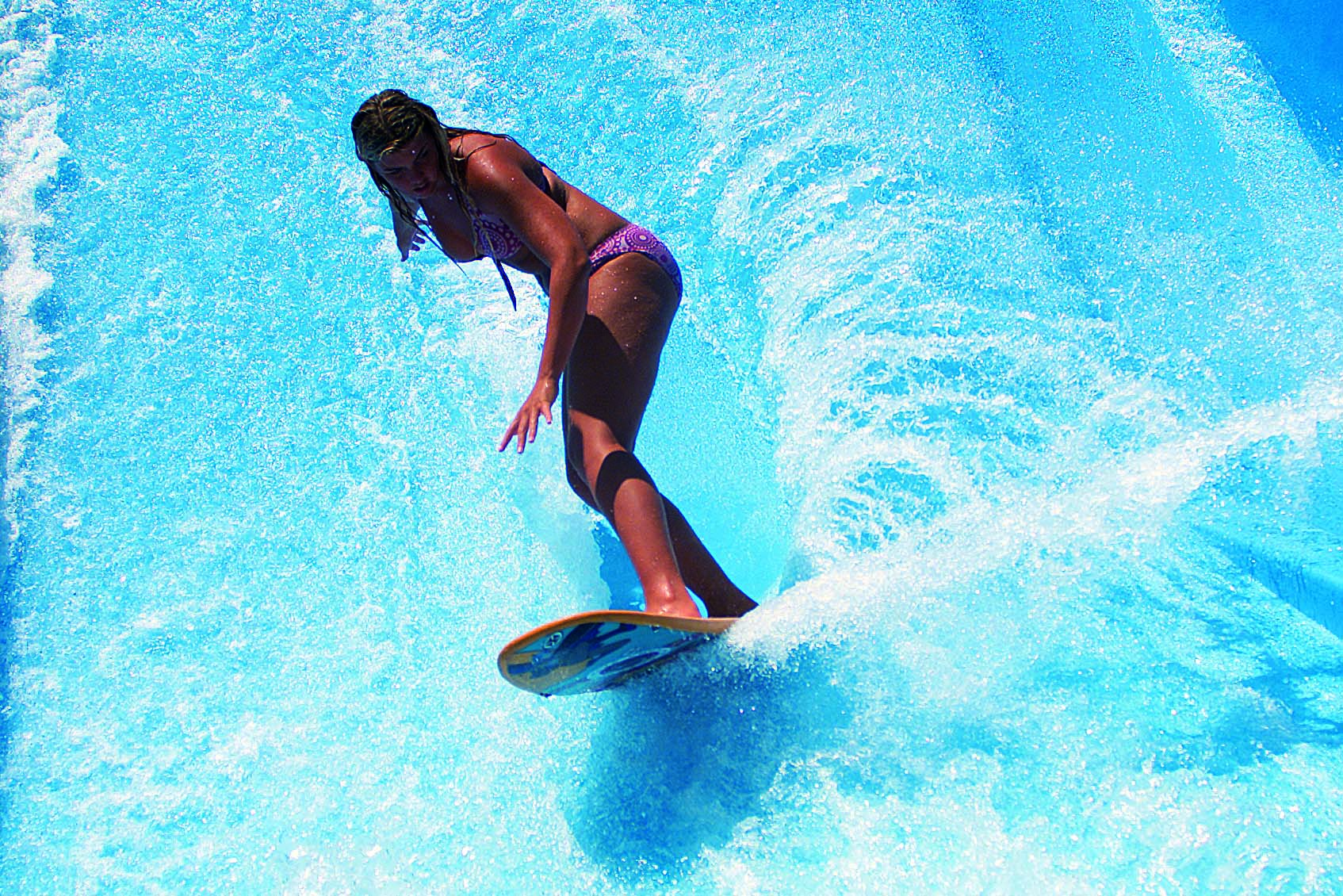
Ragazza sul Flow Rider all'AQUAPARK di Zambrone

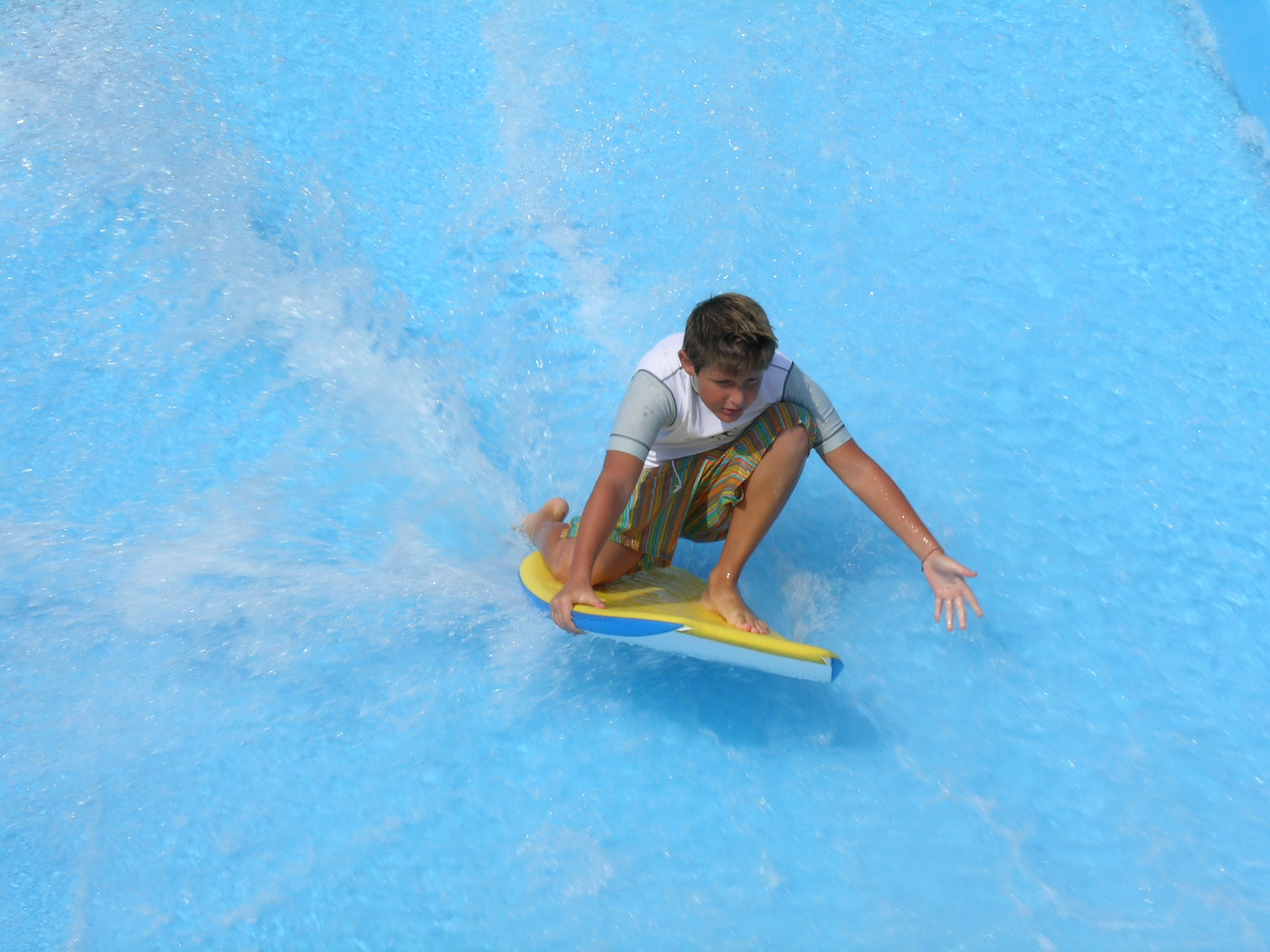
Bambino sul Flow Rider all'AQUAPARK di Zambrone

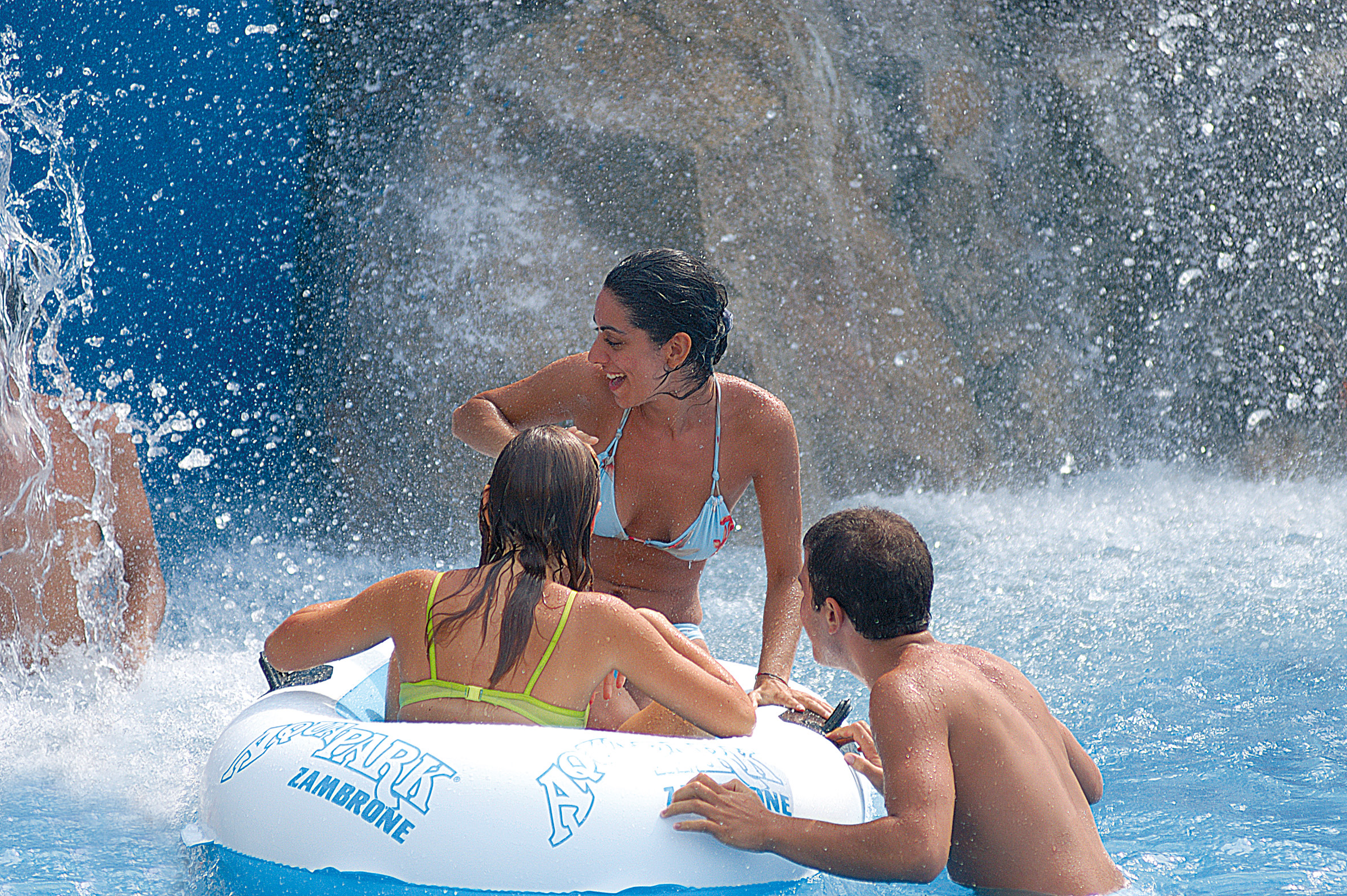
Cascata all'AQUAPARK di Zambrone

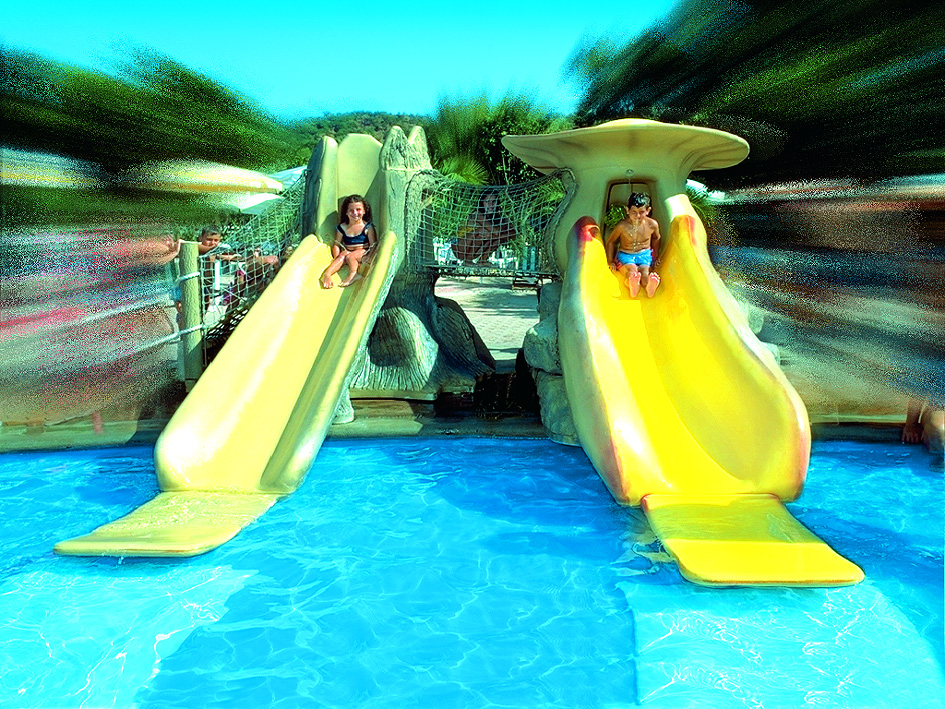
Area Baby all'AQUAPARK di Zambrone

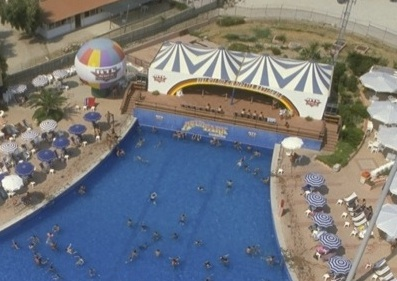
RTL all'Aquapark di Zambrone nel 1995

L'Aquapark di Zambrone è stato il primo parco acquatico del sud Italia. I lavori per la sua realizzazione iniziarono l'11 gennaio del 1989 e sette mesi dopo, il 13 agosto dello stesso anno, i suoi cancelli furono aperti per la prima volta al pubblico.
Dal 1989 al 2006 l'Aquapark di Zambrone è stato uno dei parchi acquatici più grandi e conosciuti del meridione frequentato mediamente da 140.000 visitatori. I visitatori si distribuivano quasi equamente tra calabresi, siciliani e turisti residenti nelle strutture turistiche della costa degli Dei.
Il Parco fu chiuso nel 2007 per far posto alla realizzazione di un resort turistico alberghiero. Il Parco si trovava infatti all'interno di un'ampia area di 80.000 m² prospicienti il mare di Zambrone (VV), con una vista panoramica sul promontorio di Tropea e sull'isola di Stromboli. Oggi la struttura è in pieno stato di abbandono. Nel mese di ottobre 2017 viene annunciato che la struttura sarà demolita per far posto ad un Resort.

## Attrazioni
Le attrazioni dell'Aquapark di Zambrone erano:
- il Kamikaze, una discesa quasi a caduta libera
- due lunghi acquascivoli
- Sliding Hill, sei piste gommose più lente, anche per bambini
- piscina con le onde, utilizzabile anche con ciambelloni gonfiabili giganti
- Laguna Hawaii, una grande piscina con idromassaggi e cascata per il relax
- Fiume Lento
- Area Baby riservata ai bambini, con una piscina profonda 30 cm, cascata a forma di fungo e scivoli morbidi a forma di tronco, di fungo e della balena Sprizzy, mascotte del Parco
- Flow Rider, inaugurato nel 2002 per la prima volta in Italia, ideato dall'azienda californiana Wave Loch, che crea un'onda continua di 1,50 m di altezza da cavalcare su una tavola da surf.

L'Aquapark di Zambrone è stato il primo parco acquatico in Italia ad aver inserito dei mini show e musical tra le attrazioni da offrire ai propri ospiti.
A partire dalla stagione 1994 uno staff di artisti diretti da Maurizio Colombi si esibiva quotidianamente in otto spettacoli musicali nelle diverse zone del Parco.
Tra gli spettacoli più famosi c'erano l'Aqua de Cuba, nella piscina ad onde, dove si ballavano balli caraibici insieme ai ballerini del Parco posti su mini palcoscenici distribuiti su tre lati della piscina, e il Grand Final Show, il musical di fine giornata dove tutti gli artisti si esibivano in performance di canto dal vivo e di ballo coinvolgendo il pubblico in diversi momenti dello spettacolo.

## Eventi
Nel luglio e agosto 1995 la radio RTL 102.5 ha trasmesso dall'Aquapark di Zambrone.

## Riconoscimenti ottenuti
- Wave Review Awards: la World Waterpark Association, associazione mondiale dei parchi acquatici, dal 1993 ha attribuito all'Aquapark di Zambrone 14 riconoscimenti per la sua attività di comunicazione e pubblicità. Ciò fa della struttura calabrese il parco acquatico più premiato da sempre in Europa nella categoria 100.000 — 300.000 presenze. Particolarmente rilevante fu il premio ottenuto nel 1999 come miglior sito web.
  - 1993 Billboard or Poster Brochure
  - 1993 Print Media
  - 1994 Print Media
  - 1995 Print Media
  - 1995 Press/Media Kit
  - 1997 Poster
  - 1997 Print Media
  - 1997 Press/Media Kit
  - 1998 In-Park Promo
  - 1998 Press/Media Kit
  - 1998 Web Sites
  - 1999 Billboard
  - 1999 Press Kit/Media Kit
  - 2002 Poster
- Parksmania Awards[2]: sono il riconoscimento che dal 2000 Parksmania.it rilascia ai parchi che si sono distinti nel rispettivo settore nel panorama italiano ed europeo.
  - 2000 Migliore Organizzazione
  - 2001 Migliore Organizzazione e Miglior Spettacolo Teatrale
  - 2002 Migliore Organizzazione
  - 2006 Premio speciale Parksmania a Saverio Maria Mancini (direttore del parco 1990-2006)
- Premio Pericle D'Oro 2002 per lo sviluppo turistico